# Языки Молдовы
Языки Молдовы — языки, использующиеся на территории Республики Молдова. Государственным языком официально считается румынский язык, так как cогласно решению Конституционного суда Республики Молдова от 2013 года и Закону о языках от 2022 года, государственный язык был изменён с «молдавского» на «румынский», так как декларация независимости, называющая государственным языком румынский, имеет приоритет над Конституцией, где он обозначался как «молдавский». В результате термин «молдавский язык» заменён на «румынский язык» во всём законодательстве республики. Законами Республики Молдова дополнительно за русским и украинским закреплён официальный статус на территории АТО левобережья Днестра, хотя она не контролируется, за русским и гагаузским — на территории Гагаузии.
В июне 2018 года Конституционный суд Республики Молдова признал устаревшим Закон о функционировании языков на территории МССР, принятый 1 сентября 1989 года, согласно которому «русский язык, как язык межнационального общения СССР используется на территории республики наряду с молдавским языком в качестве языка межнационального общения».

## Описание
По данным переписи 2004 года, из общего числа населения страны 58,8 % обычно разговаривает на «молдавском» языке, 16,4 % — на румынском языке (в опросных листах «молдавский» и румынский были указаны не как один язык), 16,0 % — на русском, 3,8 % — на украинском, 3,1 % — на гагаузском и 1,1 % — на болгарском.
Для 78,4 % молдаван родным языком является «молдавский», для 18,8 % — румынский, для 2,5 % — русский и для 0,3 % — другой язык. Украинский язык является родным для 64,1 % украинцев, а русский — для 31,8 %. 97,2 % русских назвали родным языком русский. 92,3 % гагаузов родным языком назвали гагаузский (5,8 % — русский). Среди болгар болгарский язык как родной указали 81,0 %, и 13,9 % родным языком назвали русский.
Молдаване, говорящие в основном на русском языке, составляют 5,0 % от общего количества. 6,2 % украинцев, 4,4 % русских, 1,9 % гагаузов и 7,1 % болгар говорят преимущественно на румынском языке.
Государственные школы предоставляют образование как на румынском, так и на русском языках. По официальным данным на март 2023 года, всего имеются 1015 школ, которые поддерживают румынский язык обучения, и 259 — русский (в том числе в 58 школах поддерживаются и русский, и румынский).